# Stakenbeek

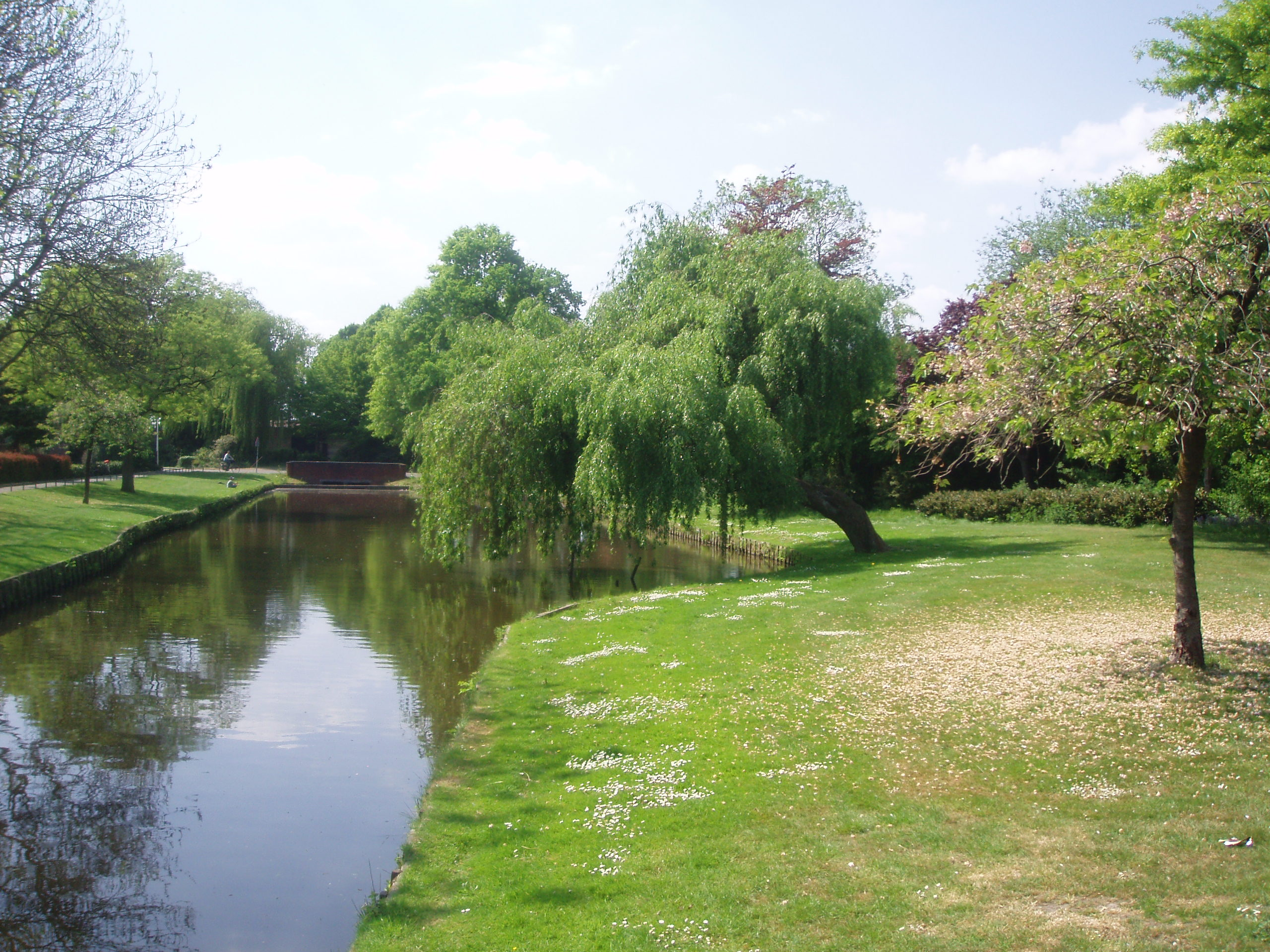
De Stakenbeek binnen de bebouwde kom van Oldenzaal

De Stakenbeek is een beek in Oldenzaal, die ontspringt in het natuurgebied Boerskotten en voor het grootste gedeelte door de wijk Zuid-Berghuizen loopt. Een paar kilometer verder loopt de Stakenbeek door het industriegebied Hazewinkel. Buiten de bebouwde kom heeft de beek de naam Jufferbeek, in het gelijknamige natuurgebied. Verder gaat er een klein stroompje naar een natuurgebied, dat midden in de nieuwbouw van industriegebied ‘Hazewinkel’ ligt.
In Oldenzaal is de Stakenbeek een belangrijke beek vanwege de rol die hij speelt in de aan- en afvoer van regenwater van het hoger gelegen natuurgebied Boerskotten en de bebouwing van Oldenzaal. De Stakenbeek wordt daarnaast als recreatiegebied gebruikt. Langs de beek lopen toeristische wandel- en fietspaden.

## Aanpassingen
De Stakenbeek was voorheen geheel gekanaliseerd. Later vond men dat niet in het landschap passen en daarom is in 2004 het natuurlijke karakter weer terug gebracht door onder andere de beek een stuk ondieper te maken. Ook is het verloop van de Stakenbeek teruggebracht. Om het regenwater goed vast te houden kwamen er in 2004 ook twee extra waterkeringen in de Stakenbeek.

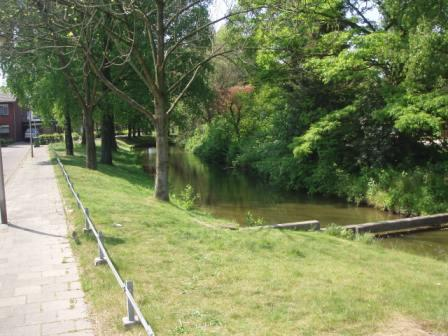
De Stakenbeek,Oldenzaal
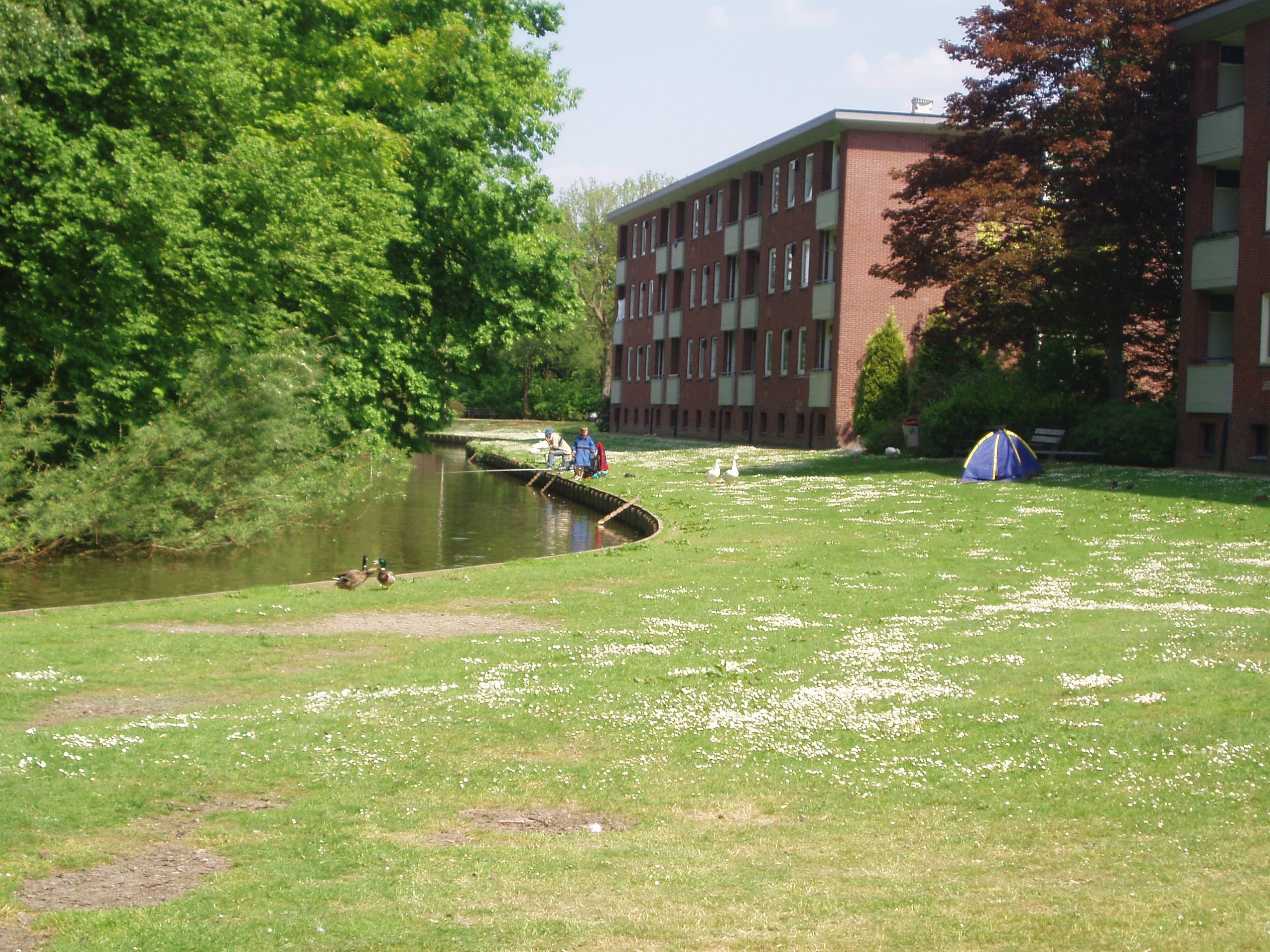
De Stakenbeek loopt door de woonwijk Zuid Berghuizen,Oldenzaal
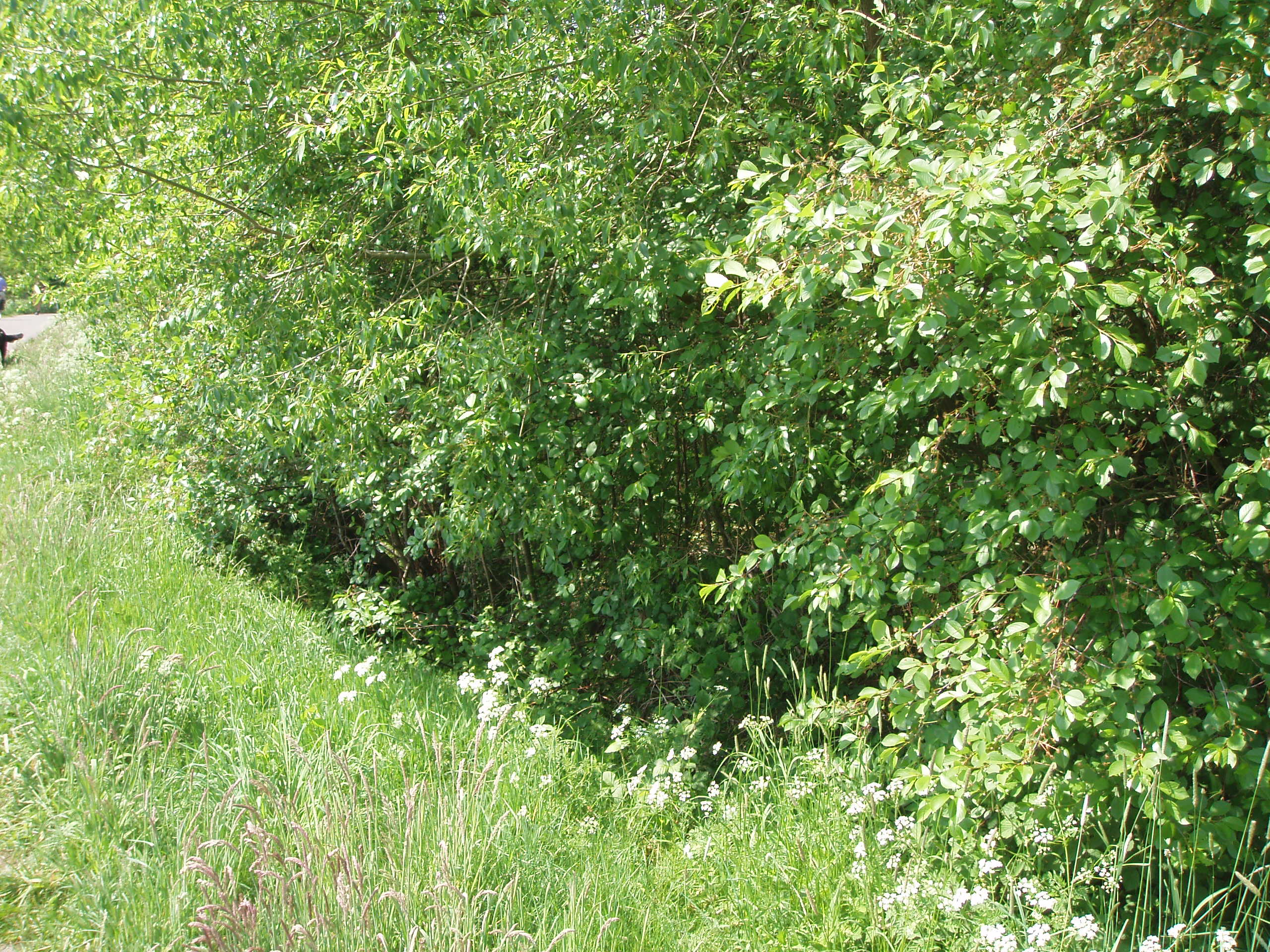
Hier ontspringt de Stakenbeek, nabij het natuurgebied Boerskotten
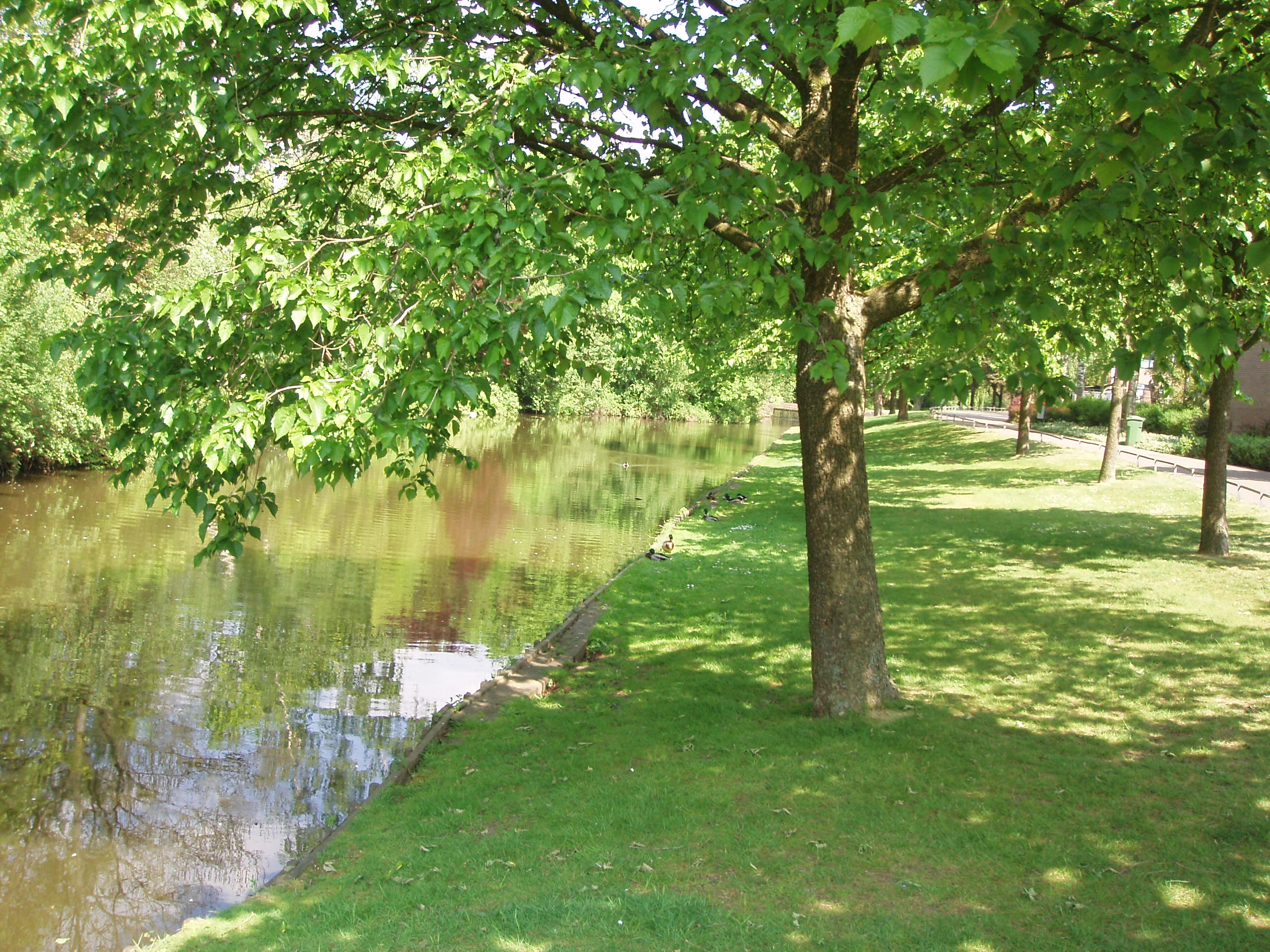
De Stakenbeek